# 뉴어크 리버티 국제공항
뉴어크 리버티 국제공항(영어: Newark Liberty International Airport, IATA: EWR, ICAO: KEWR)은 미국 동북부 뉴저지주 뉴어크와 엘리자베스에 있는 공항이다. 뉴욕 뉴저지 항만청에서 관리를 맡고 있다. 맨해튼에서 서쪽으로 약 25km 떨어져 있으며, 존 F. 케네디 국제공항보다 더 가까이 있다. 뉴욕 시내 및 근교와 여러 도로·철도 및 대중교통편으로 연결된다.

## 개요
1928년 뉴욕 대도시권의 첫 여객용 주요 공항으로 개항하여 오랫동안 뉴욕의 관문으로 널리 이용되었다. 그 후 존 F. 케네디 국제공항에 그 기능을 많이 빼앗겼으나, 아직도 존 F. 케네디 국제공항의 기능을 상당 부분 분담하고 있는 중요한 공항이다. 2008년 이용객은 약 3,500만 명이었으며, 미국 전체에서 이용객 순위는 10위, 국제선 이용객 순위는 5위였다. 미국 전국 각지와 연결되는 국내선 노선이 많으며, 일부 국제선 노선도 운항한다. 특히 유나이티드 항공의 중요한 국내선과 국제선 허브 공항으로 되어 있다. 대한항공이 한때 뉴어크에 취항했으나 현재는 운항을 중단하고 JFK로 통일했으며, 대부분 스타 얼라이언스 회원 항공사들이 이용하고 있다.
대한민국에서는 2014년부터 유나이티드 항공에서 인천국제공항을 출발해 나리타 국제공항에서 여객기를 교체하는 방식으로 뉴어크까지 운항해 왔으나, 유나이티드 항공이 이원권 반납과 함께 인천 - 나리타 구간을 단항하여 뉴어크행 항공편은 사실상 나리타 착발로 단축됐다.
2023년 5월 22일부터 에어프레미아가 인천 - 뉴어크 직항 노선의 운항을 시작했다.

## 구성

### 터미널 A 및 B
뉴어크 리버티에는 총 110개의 게이트가 있는 3개의 여객 터미널이 있다. 터미널 A와 터미널 B는 1973년에 완공되었으며 4단계를 가지고 있다. 터미널 A에서는 매표소가 꼭대기 층에 있고, 수하물 운반대가 2층에 있고, 주차장이 1층에 있다. 터미널 B의 티켓 카운터는 2층 애어 링거스, 델타 항공, 아이슬란드 항공 카운터와 1층 브리티시 항공, 레벨, 스피릿 항공을 제외하고 맨 위층에 있다. 수하물 카울은 국내 도착은 1층, 국제 도착은 2층에 있다. 터미널 B에도 2층에 국제선 도착 라운지가 있다. 마지막으로, 두 터미널의 3층에 게이트와 상점이 있다. 터미널 A의 두 번째 중앙홀에는 United Club이 하나 있다.
터미널 A는 제트블루(캐리비안행 항공편 포함), 에어캐나다, 에어캐나다 익스프레스, 알래스카 항공, 아메리칸 항공, 아메리칸 이글, 그리고 일부 유나이티드 익스프레스(예: 초단거리) 항공편이 제공하는 국내 및 캐나다 항공편만 취급한다.
터미널 B는 외국 항공사를 독점적으로 취급하며, 또한 델타 항공, 델타 커넥션, 선 컨트리, 엘리트 항공, 엘리전트 항공, 프론티어 항공 및 스피릿 항공과 같은 다른 항공사와 같은 카리브해에서 출발하는 항공편을 취급한다.
2020년 3월 18일, COVID-19가 발생한 가운데 버진 애틀랜틱은 갑자기 뉴어크행 항공편을 중단했다. 이것은 한 시대의 종말을 알리는 그들의 첫 번째 노선이 런던에서 뉴어크까지였기 때문에 의미가 크다. 버진 애틀랜틱 클럽하우스도 새 캐리어가 들어와 콩쿠르 B2에 라운지를 지을 수 있는 여지를 남겨두고 문을 닫았다.

### 단자 C
그래드 어소시에이트가 설계하고 1988년에 완공한 터미널 C는 국제 체크인용과 국내 체크인용 티켓 두 가지 레벨이 있다. 터미널 C의 주요 터미널 건물은 1970년대에 터미널 A와 B와 나란히 지어졌으나, 피플 익스프레스 항공사가 그곳의 항공사의 허브가 옛 시설을 앞질렀을 때 구 북 터미널의 대체 터미널로 인수될 때까지 휴면 상태에 있었다. 개통과 동시에 터미널 C는 41개의 게이트, 1개의 출발층, 1개의 도착층, 그리고 지하 주차장을 갖추고 있었다. 게이트와 식품 및 쇼핑 매장은 두 개의 체크인 층 사이에 메자닌 층에 위치해 있다. 터미널 C에는 넓은 체형 항공기와 좁은 체형 항공기를 다룰 수 있는 여러 개의 관문이 있다. 게이츠 C123과 C138은 보잉 787 드림라이너와 보잉 777 항공기에 자주 사용되는 제트 브리지 두 개를 가지고 있다. 오후 4시에서 9시 사이의 피크 시간에는 모든 게이트가 꽉 차 있고 완전히 예약되어 있다. 이 시간 동안 게이트 가용성이 희박해지면서 항공기 도착과 출발이 지연되는 경우가 종종 있다. 맨유는 출발 비행기의 날개판으로 인해 탑승구가 없을 때 지연 시간 동안 비행기를 더 작은 게이트에 놓고, 비행이 가능해지면 넓은 차체 게이트로 이동시키는 경우가 많다.
터미널 C에는 터미널 곳곳에 유나이티드 클럽 1개와 "팝업" 유나이티드 클럽 1개가 있으며, 콩쿠르 C2와 콩쿠르 C3 사이에 유나이티드 폴라리스 라운지가 1개 있다. 유나이티드는 현재 뉴어크 공항에 그들의 네트워크에서 가장 큰 유나이티드 클럽을 건설하는 과정에 있다. 클럽은 C123번 게이트 옆에 있는 C3번 콩쿠르에 위치한다.
터미널 C는 글로벌 허브로 유나이티드 항공과 지역 항공사 유나이티드 익스프레스만을 위한 것이다.

## 터미널에 대한 자세한 정보
1998년부터 2003년까지 터미널 C는 12억 달러 규모의 컨티넨탈 항공 글로벌 게이트웨이 프로젝트로 재건되고 확장되었다. 스키드모어, 오윙스 & 메릴이 설계한 이 프로젝트는 이전의 수하물 찾는 곳/도착장이 리모델링되어 제2의 출국장으로 바뀌면서, 해외 여행객들이 이용할 수 있는 공간을 두 배로 늘렸다. 아마도 가장 중요한 것은 최대 19대의 협소 항공기(또는 12대의 광체 비행기)를 수용할 수 있는 넓고 통풍이 잘 되는 새로운 시설인 국제 콩쿠르 C-3의 추가였다. 이 새로운 중앙홀이 완공됨에 따라 터미널 C의 본선 제트 관문이 57개로 늘어났다. 콩쿠르 C-3와 협력하는 것은 새로운 국제 도착 시설이다. 또한 이 프로젝트에는 터미널 앞에 건설된 3,400여 개의 주차 차고, 국제 폴라리스 비즈니스 및 폴라리스 최초 C-2와 C-3 사이의 항공편과 모든 새로운 수하물 처리 시설을 포함한 새로운 대통령 클럽인 콩쿠르 C-1, C-2 및 C-3을 연결하는 새로운 에어사이드 통로(현재 United Polaris Lounge라고 함)가 포함되어 있다.이전 지하 주차 구역의 재건축을 새로운 수하물 찾는 곳과 도착장으로 유도하는 것이다.

## 운항 노선

### 국제선
| 항공사                 | 도착지 |
| ---------------------- | --- |
| 유나이티드 항공        | 나소, 더블린, 델리, 도쿄(나리타, 하네다), 두바이, 런던(히드로), 로마(피우미치노), 리마, 리스본, 마드리드, 멕시코시티, 몬테고베이, 뮌헨, 밀라노(말펜사), 바르셀로나, 밴쿠버, 베네치아, 베를린(브란덴부르크), 베이징(수도), 보고타, 보네이르, 브뤼셀, 산토도밍고, 산호세(델카보), 산호세(코스타리카), 상파울루(구아룰류스), 상하이(푸둥), 세인트루시아, 세인트마르틴, 아과딜라, 암스테르담, 앤티구아, 에든버러, 오랑예스타트, 요하네스버그, 제네바, 취리히, 칸쿤, 케이프타운, 텔아비브, 파나마시티, 파리(샤를 드 골), 푸에르포발타, 푸에르포플라타, 푼타카나, 프랑크푸르트, 프로비덴시알레스, 홍콩(첵랍콕) 계절편: 과테말라 시티, 그랜드 케이, 나폴리, 니스, 두브로브니크, 라이베리아, 말라가 - (2023년 5월 31일 신규취항), 바베이도스, 버뮤다, 벨리즈시티, 세인트키츠, 섀넌, 스톡홀름(알란다) - (2023년 5월 25일 재취항)아테네, 산살바도르, 코즈멜, 퀴라소, 테네리베(남부), 팔마데마요르카, 포르투, 폰타델가다, |
| 제트블루 항공          | 산토도밍고, 산티아고 로스 카발레로스, 산후안, 칸쿤, 푼타카나 계절편: 나소, 몬테고베이, 오랑예스타트, 프로비덴시알레스 |
| 스피릿 항공            | 산후안 |
| 에어프레미아           | 서울(인천) |
| 싱가포르 항공          | 싱가포르 |
| 에어 인디아            | 델리, 뭄바이 |
| 에미레이트 항공        | 두바이, 아테네 |
| 엘알 이스라엘 항공     | 텔아비브 |
| 에티오피아 항공        | 아디스아바바, 로메 |
| 영국항공               | 런던(히드로) |
| 에어 프랑스            | 파리(샤를 드 골) |
| 라 콤파니              | 파리(오를리), 밀라노(말펜사) 계절편: 니스 |
| 프렌치비               | 파리(오를리) |
| 루프트한자             | 뮌헨, 프랑크푸르트 |
| 에어 링구스            | 더블린 |
| 스위스 국제항공        | 취리히 |
| 오스트리아 항공        | 빈 |
| 터키항공               | 이스탄불(아르나부코이) |
| TAP 포르투갈 항공      | 리스본, 포르투 |
| LOT 폴란드 항공        | 바르샤바 계절편: 제슈프, 크라쿠프 |
| 스칸디나비아 항공      | 스톡홀름(알란다), 오슬로(가르데르모엔), 코펜하겐 |
| 아이슬란드 항공        | 케플라비크 |
| 에어 캐나다            | 밴쿠버, 캘거리, 토론토(피어슨) |
| 에어 캐나다 익스프레스 | 오타와, 몬트리올, 토론토(피어슨), 핼리팩스 |
| 포터 항공              | 오타와, 토론토(빌리 비숍) |

### 국내선
| 항공사          | 도착지 |
| --------------- | --- |
| 델타 항공       | 디트로이트, 롤리(더럼), 미니애폴리스, 애틀랜타 |
| 선 컨트리 항공  | 미니애폴리스 계절편: 매디슨 |
| 스피릿 항공     | 내슈빌, 뉴올리언스, 댈러스, 라스베가스, 로스앤젤레스, 마이애미, 미틸비치, 애틀랜타, 오스틴, 오클랜드, 올랜도, 인디애나폴리스, 찰스턴, 포트로더데일, 피츠버그, 휴스턴 계절편: 탬파 |
| 아메리칸 항공   | 댈러스, 샬럿, 시카고(오헤어), 피닉스 |
| 아메리칸 이글   | 시카고(오헤어) |
| 알래스카 항공   | 로스앤젤레스, 샌디에이고, 샌프란시스코, 시애틀(터코마), 포틀랜드 |
| 얼리전트 항공   | 그랜드 래피스, 데스 모인스, 데스틴, 사바나, 신시내티, 애슈빌 |
| 유나이티드 항공 | 워싱턴 D.C, 내슈빌, 뉴올리언스, 댈러스, 덴버, 디트로이트, 라스베가스, 로스앤젤레스, 롤리(더럼), 마이애미, 매디슨, 멤피스, 미니애폴리스, 보스턴, 샬럿, 새러소타, 새크라멘토, 샌디에이고, 샌안토니오, 샌프란시스코, 세인트루이스, 솔트레이크시티, 시애틀(터코마), 시카고(오헤어), 애틀랜타, 오렌지 카운티, 오스틴, 올랜도, 잭슨빌, 찰스턴, 카홀루이, 클리블랜드, 탬파, 팜비치, 포트로더데일, 포트마이어스, 포틀랜드(OR), 피닉스, 피츠버그, 호놀룰루, 휴스턴 계절편: 노퍽, 로체스터, 몬트로스, 미틸비치, 밀워키, 버팔로, 벌링턴, 보즈만, 사바나, 세인트토마스, 시라큐스, 앵커리지, 옘파 카운티, 이글 카운티, 인디애나폴리스, 잭슨 홀, 콜럼버스, 포틀랜드(ME), |
| 제트블루 항공   | 로스앤젤레스, 보스턴, 올랜도, 탬파, 팜비치, 포트로더데일, 포트마이어스 |

### 화물 노선
| 항공사                 | 항공사 IATA | 항공사 ICAO | 비고 |
| ---------------------- | ----------- | ----------- | ---- |
| ABX 에어               | GB          | ABX         |      |
| 캐피탈 카고 인터내셔널 | PT          | CCI         |      |
| 페덱스 익스프레스      | FX          | FDX         |      |
| 카고젯 항공            | W8          | CJT         |      |
| 카고룩스               | CV          | CLX         |      |
| 마운틴 에어 카고       | C2          | MTN         |      |
| 폴라에어 카고          | PO          | PAC         |      |
| UPS 항공               | 5X          | UPS         |      |
| 칼리타 에어            | K4          | CKS         |      |
| 위긴즈 항공            | WG          | WIG         |      |

## 연계 교통

### 도로 교통
- 버스의 경우 뉴어크 리버티와 뉴저지 트랜짓을 포함한 인근 인구 센터를 비롯해 멘하탄과 기타 지역을 연계한다.
- 택시의 경우 뉴욕시의 택시와 리무진위원회이 운영하며 뉴욕 도시와 연계한다.

### 철도 교통
- 에어 트레인 뉴어크 노선으로 뉴어크 리버티 국제공항과 연계되며 전 챠량이 모노레일로 운행하고 있다.

## 통계
| 순위 | 공항                     | 승객수    | 운항사                                     |
| ---- | ------------------------ | --------- | ------------------------------------------ |
| 1    | 런던(히드로)             | 1,044,724 | 영국 항공, 버진 애틀랜틱 항공, 델타 항공   |
| 2    | 텔아비브                 | 508,709   | 콘티넨탈 항공, EI AI                       |
| 3    | 프랑크푸르트             | 505,054   | 루프트한자, 콘티넨탈 항공                  |
| 4    | 토론토(피어슨)           | 419,455   | 에어캐나다, 콘티넨탈 항공                  |
| 5    | 파리(샤를 드 골)         | 364,061   | 콘티넨탈 항공, 에어프랑스                  |
| 6    | 암스테르담               | 280,032   | 델타 항공, 콘티넨탈 항공                   |
| 7    | 캉쿤                     | 274,952   | 콘티넨탈 항공                              |
| 8    | 로마(레오나르도 다 빈치) | 243,325   | 콘티넨탈 항공, 알리탈리아 항공             |
| 9    | 코펜하겐                 | 241,547   | 콘티넨탈 항공, 스칸디나비아 항공           |
| 10   | 브뤼셀                   | 240,155   | 콘티넨탈 항공, 제트 에어웨이즈             |
| 11   | 스톡홀름                 | 237,057   | 콘티넨탈 항공, 스칸디나비아 항공           |
| 12   | 뮌헨                     | 231,851   | 콘티넨탈 항공, 루프트한자                  |
| 13   | 몬트리올(피에르)         | 211,894   | 유나이티드 항공, 콘티넨탈 항공, 에어캐나다 |
| 14   | 리스본                   | 209,021   | 콘티넨탈 항공, TAP 포르투갈                |
| 15   | 토론토                   | 200,839   | 포터 항공                                  |
| 16   | 맨체스터                 | 197,862   | 콘티넨탈 항공                              |
| 17   | 산호세                   | 187,279   | 콘티넨탈 항공                              |
| 18   | 홍콩                     | 182,176   | 콘티넨탈 항공                              |
| 19   | 더블린                   | 180,463   | 콘티넨탈 항공                              |
| 20   | 델리                     | 178,121   | 콘티넨탈 항공                              |

| 순위 | 목적지       | 승객수  | 운항사                                        |
| ---- | ------------ | ------- | --------------------------------------------- |
| 1    | 올랜도       | 680,000 | 제트블루 항공, 콘티넨탈 항공                  |
| 2    | 시카고       | 631,000 | 유나이티드 항공, 콘티넨탈 항공, US 에어웨이즈 |
| 3    | 휴스턴       | 541,000 | 콘티넨탈 항공                                 |
| 4    | 포트로더데일 | 493,000 | 콘티넨탈 항공, 제트블루 항공                  |
| 5    | 샬롯         | 474,000 | 유나이티드 항공, 콘티넨탈 항공, US 에어웨이즈 |
| 6    | 애틀랜타     | 466,000 | 델타 항공, 콘티넨탈 항공, 유나이티드 항공     |
| 7    | 로스앤젤레스 | 396,000 | US 에어웨이즈, 콘티넨탈 항공                  |
| 8    | 샌프란시스코 | 394,000 | 콘티넨탈 항공, 유나이티드 항공                |
| 9    | 마이애미     | 383,000 | 콘티넨탈 항공, US 에어웨이즈                  |
| 10   | 라스베이거스 | 360,000 | 콘티넨탈 항공                                 |

## 사건 및 사고

### 유나이티드 항공 93편
- 2001년 9월 11일 미국 뉴저지주 뉴어크 리버티 국제공항을 출발하여 샌프란시스코 국제공항으로 향하던 유나이티드 항공 93편이 납치되어 자살폭탄테러가 일어나 비행기에 타고 있던 승무원과 승객이 전원 사망했다. 그 후 이를 추모하여 부근에 있는 자유의 여신상의 이름을 따 공항 명칭에 리버티(Liberty)를 추가하였다.

### 콜간 항공 3407편
- 2009년 2월 12일 미국 뉴저지주 뉴어크 리버티 국제공항을 출발하여 버팔로 나이아가라 국제공항을 향하던 비행기가 버팔로 인근의 클라렌스 주택가에 추락해 50명이 사망한 항공 사고로 사망자 중 현지 주민 1명도 포함된 것으로 알려졌다.